# Lorica (Militär)
Lorica (Mz. Loricati) ist die Bezeichnung für verschiedene Rüstungen, einen Teil der militärischen Ausrüstung antiker Soldaten hauptsächlich im Sinne eines Brustpanzers, die bis zum Untergang des Römischen Reiches insbesondere in der römischen Armee benutzt wurden.
Unterschieden wird zwischen
- Lorica hamata, das Kettenhemd, das sowohl zur Zeit der römischen Republik als auch in der Kaiserzeit verwendet wurde.
- Lorica squamata, der Schuppenpanzer der römischen Kavallerie in der Kaiserzeit.
- Lorica plumata,  ein Schuppenpanzer, ähnlich der Lorica Squamata, wobei die Schuppen an einer Kettenrüstung  (Lorica Hamata) befestigt waren.
- Lorica segmentata, ein Glieder-, Schienen- oder Spangenpanzer, der zu Beginn des 1. Jahrhunderts n. Chr. in der römischen Armee gebräuchlich wurde.

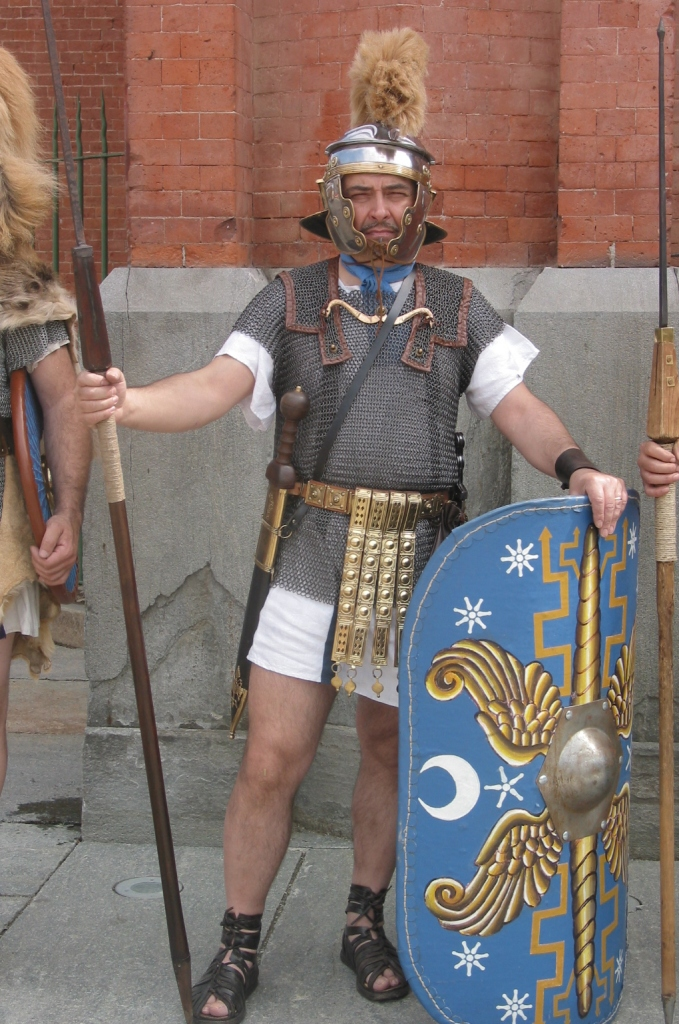
Lorica Hamata
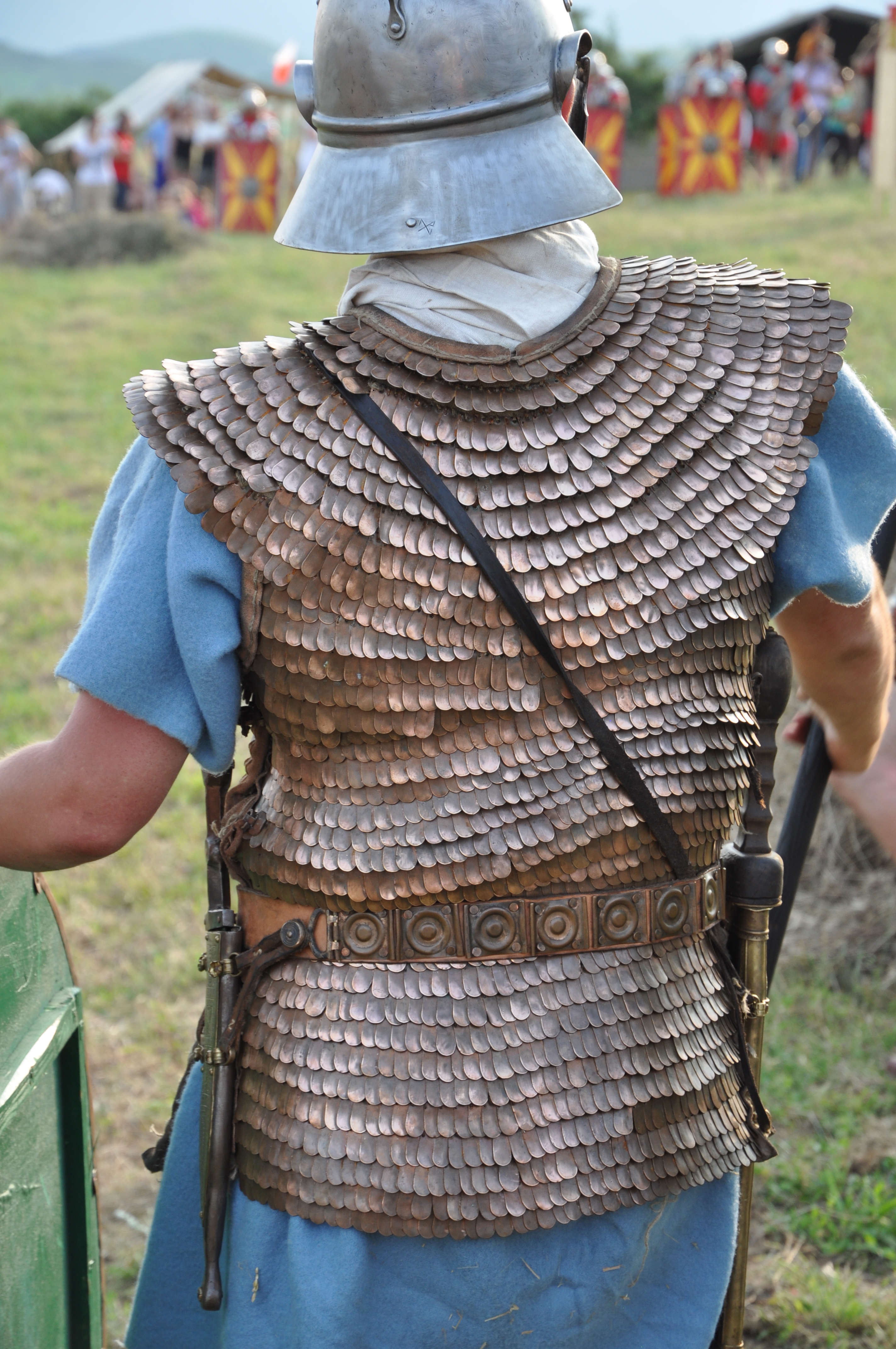
Lorica Squamata
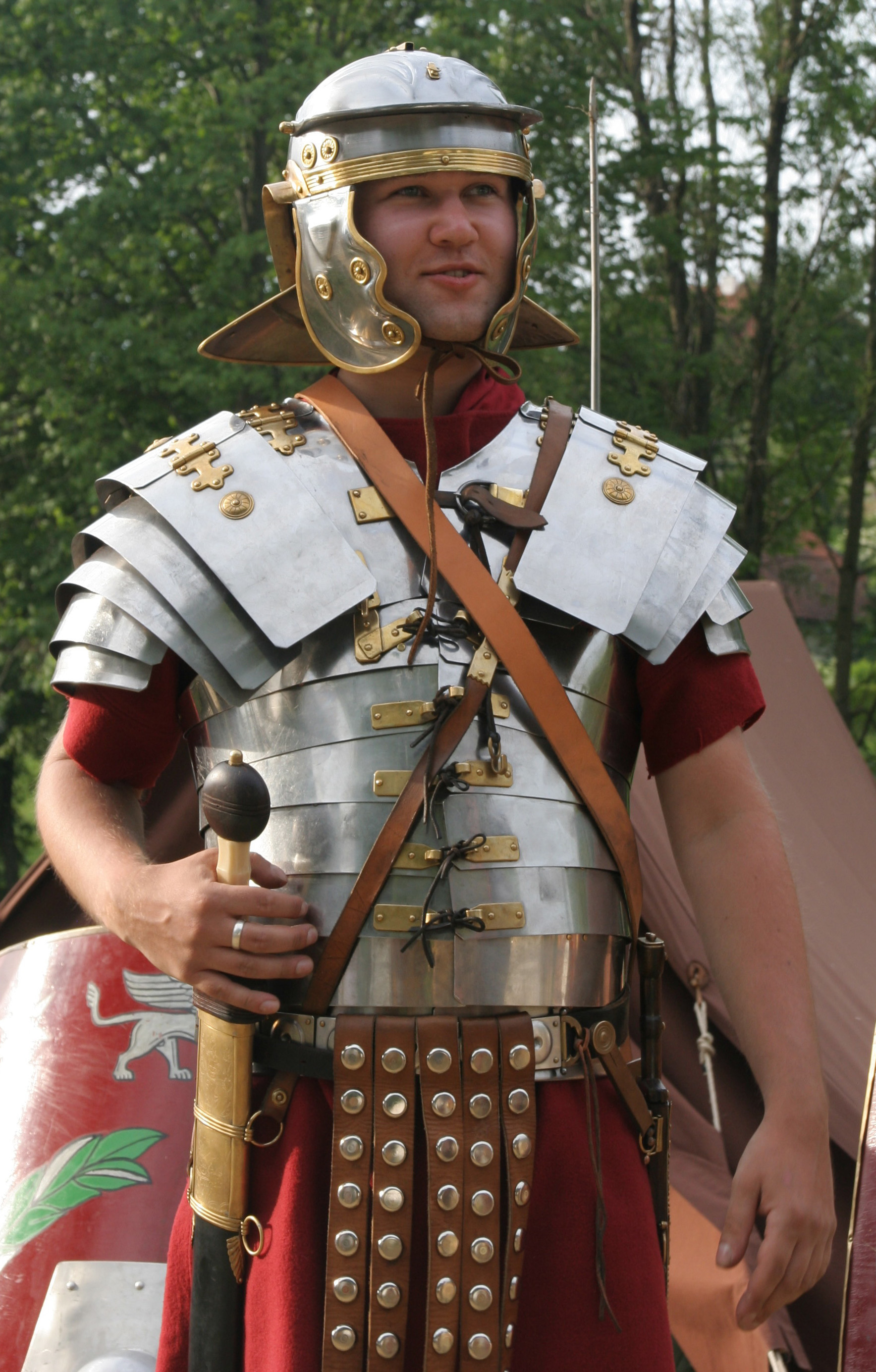
Lorica Segmentata